# Konrad von Rodank
Konrad von Rodank (* 1140; † 14. Oktober 1216 in Brixen) war Bischof von Brixen.
Konrad von Rodank entstammte einem Brixener Ministerialengeschlecht, dessen Stammburg in Rodeneck steht, der Vater war Dompropst in Brixen. Konrad studierte an der Brixner Domschule und wurde 1173 Kanoniker, 1178 Chorherr in Neustift und um 1183/85 Propst. Nach einem Brand ließ er Stift und Kirche wiederaufbauen und errichtete ein Hospiz für Kranke und Pilger. 1197 wurde er Dompropst in Gurk und Ende 1200 als Nachfolger des nach Salzburg transferierten Eberhard von Regensberg zum Bischof von Brixen gewählt.
Konrad war zuerst Parteigänger Philipps von Schwaben, nach dessen Ermordung von Otto IV., mit dem er 1209 nach Rom zog. Von Graf Albert von Tirol erhielt er Schloss Summersberg.
Konrad von Rodank stiftete und weihte zahlreiche Kirchen in seinem Bistum, so 1201 die Stiftskirche in Wilten oder 1205 das Hospital in Klausen.
Am 14. Oktober 1216 verunglückte er tödlich in der Frauenkirche am Kreuzgang. Er zählt zu den bedeutendsten Brixner Bischöfen.